# داغداغان (سرده)
سلتیس (نام علمی: Celtis) نام یک سرده از تیره شاهدانگان است.

## نگارخانه

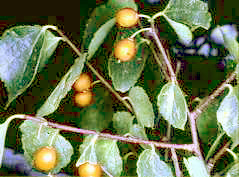
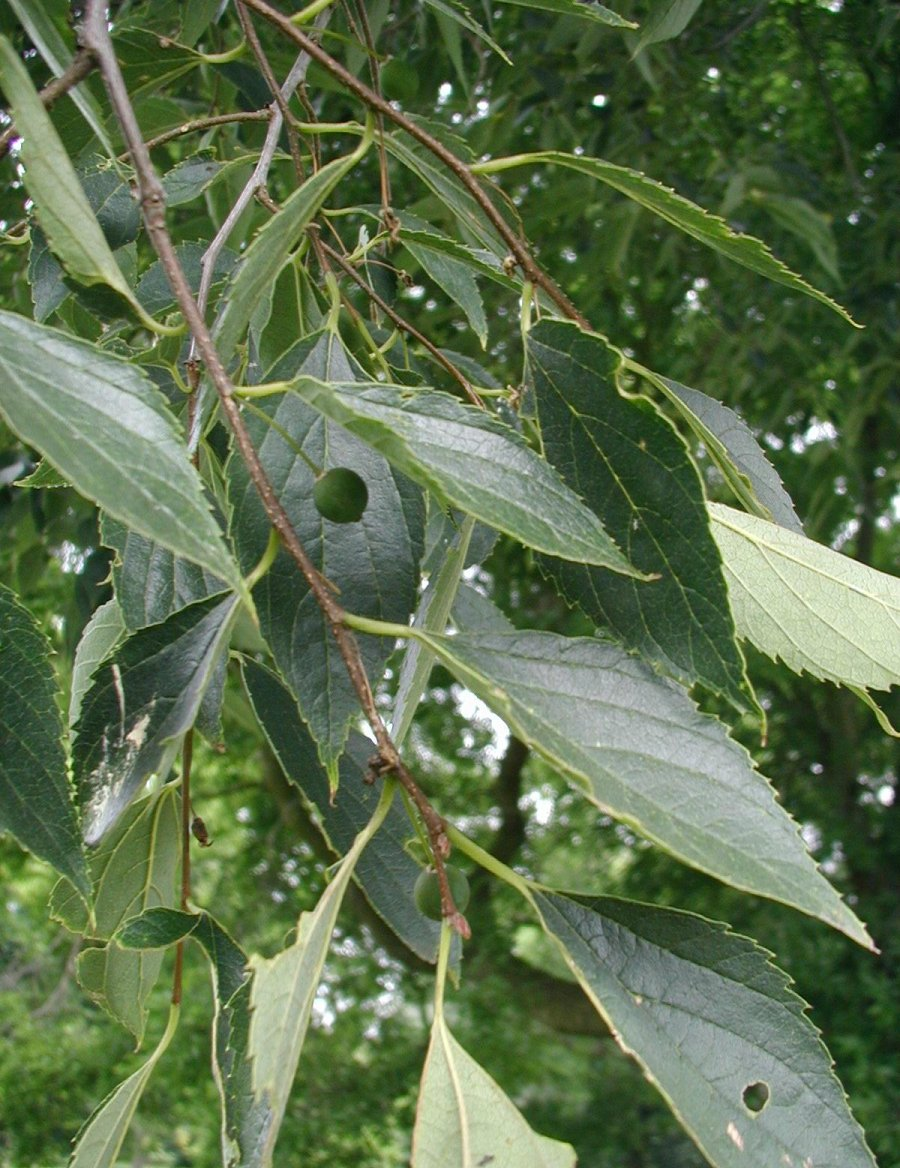
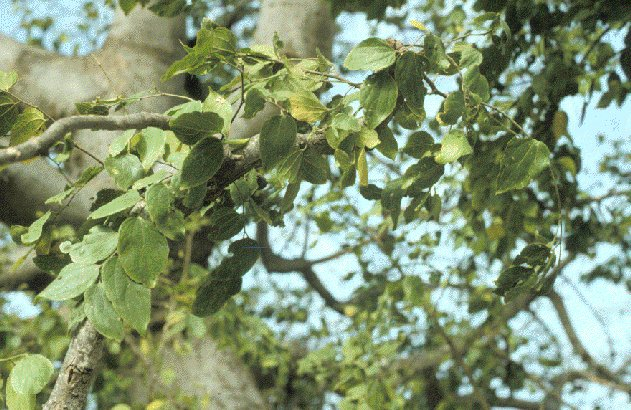